# Campylotropis brevifolia
Campylotropis brevifolia är en ärtväxtart som beskrevs av Percy Leroy Ricker. Campylotropis brevifolia ingår i släktet Campylotropis och familjen ärtväxter. Inga underarter finns listade i Catalogue of Life.